# Noccaea montana
Espèce
Le Tabouret des montagnes, Noccaea montana, est une espèce de plantes herbacées de la famille des Brassicaceae nommée selon ITIS Noccaea fendleri subsp. fendleri.

## Dénomination ancienne
- Thlaspi montanum L. - basionyme